# Amonijev klorid
Amonijev klorid (NH4Cl) je bezbojna i u vodi topljiva kristalična sol amonijaka, gorkoslana okusa. U prirodi nastaje vulkanskim djelovanjem. Pojavljuje se u prirodi kao i mineral salmijak (od lat. "sal ammoniacum").
Upotrebljava se u galvanizaciji, kao zaštita pri pocinčavanju željeza, za čišćenje površina za lemljenje, kao elektrolit u suhim baterijama, u smjesama za hlađenje, u pripravi sigurnosnih eksploziva, prašaka za pranje i boja, u medicini kao sredstvo za iskašljavanje, itd.